# SMS Brandenburg
SMS Brandenburg byla vedoucí loď bitevních lodí stejnojmenné třídy postavených pro německé císařské námořnictvo v 90. letech 19. století. Šlo o první predreadnoughty postavené pro německé námořnictvo; dříve námořnictvo stavělo pouze lodě pobřežní obrany a obrněné fregaty.

## Stavba

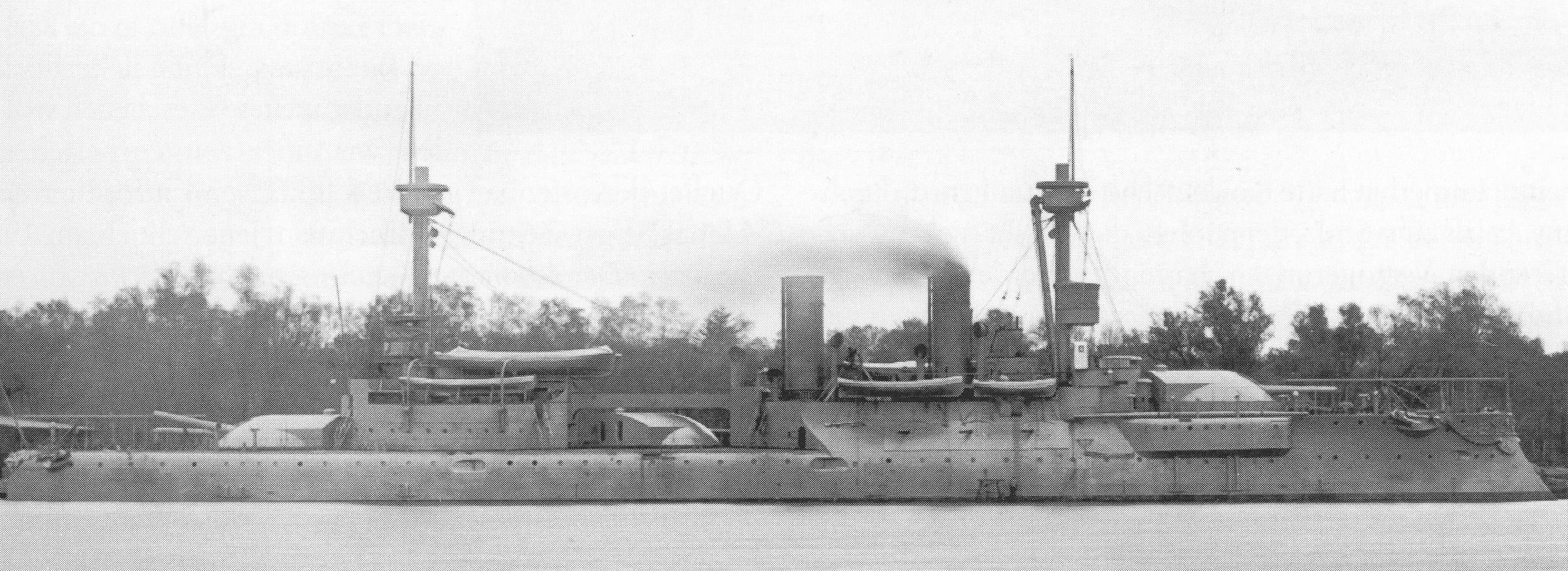
Brandenburg

Kýl lodi byl položen v loděnici AG Vulcan Stettin ve Štětíně v roce 1890, spuštěna na vodu byla 21. září 1891 a do služby u německého námořnictva se dostala 19. listopadu 1893. Brandenburg a její tři sesterské lodě byly ve své době jedinečné tím, že namísto obvyklých čtyř u jiných námořnictev nesly šest těžkých děl. Jméno nesla po provincii Braniborsko.

## Služba

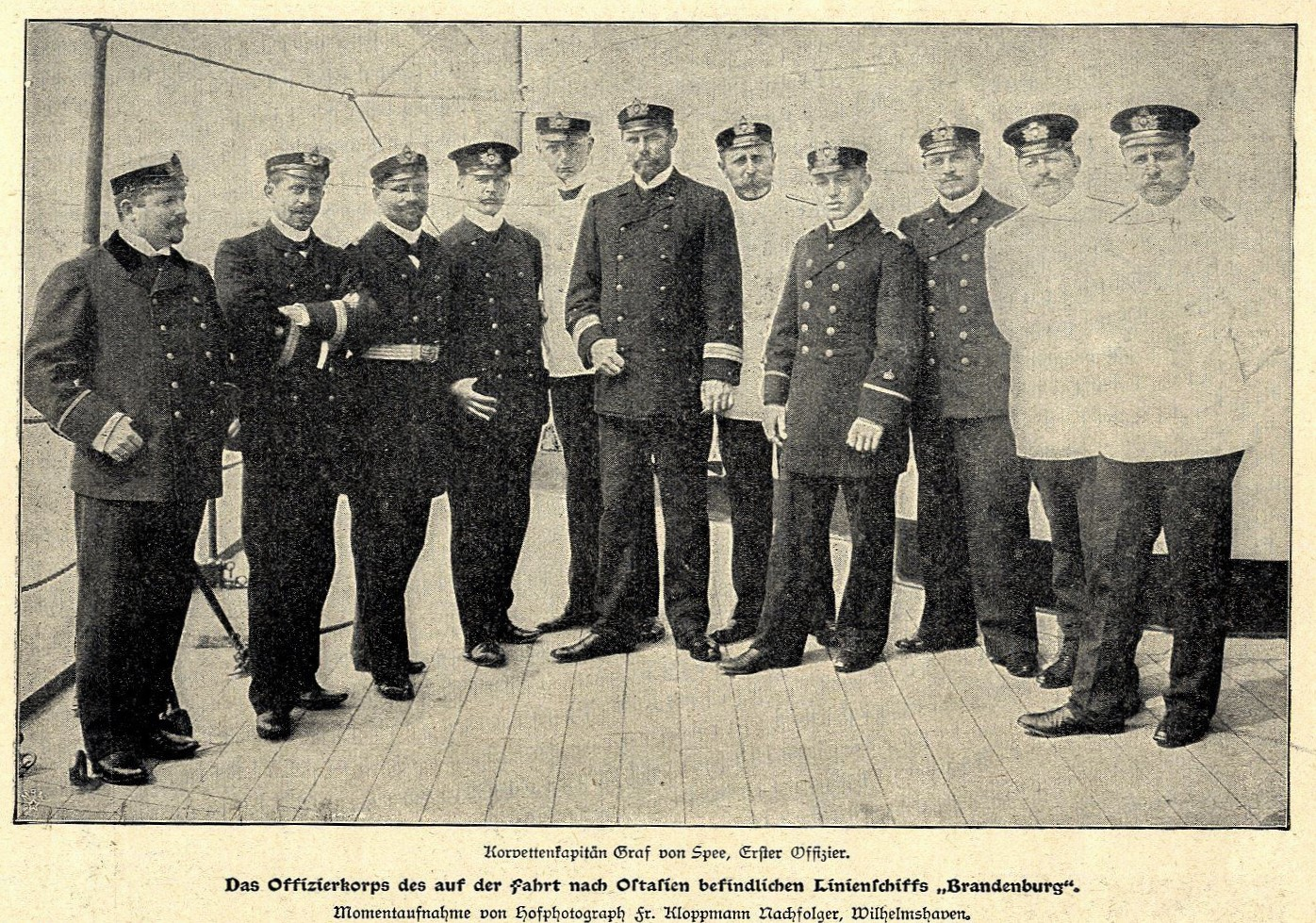
Důstojníci z bitevní lodě Brandenburg

Během prvních deseti let sloužila u I. divize floty. V tomto období probíhala hlavně cvičení a přátelské návštěvy v zahraničních přístavech. Tyto výcvikové manévry byly nicméně velmi důležité pro rozvoj německé námořní taktické doktríny ve dvou desetiletích před první světovou válkou, zejména pod vedením Alfreda von Tirpitze. Loď se dočkala svého prvního velkého nasazení v roce 1900, kdy byla se svými třemi sesterskými loděmi nasazena do Číny, kde probíhalo Boxerské povstání. Na počátku 20. století byly všechny čtyři lodě rozsáhle přestavěny. Začátkem první světové války byla již zastaralá a sloužila pouze omezeně, zpočátku jako loď pobřežní obrany. V prosinci 1915 byla vyřazena z aktivní služby a přeměněna na kasárna. Po válce v roce 1920 byl Brandenburg v Gdaňsku sešrotován.